# 豊島ケ岡青年学校
豊島ケ岡青年学校（としまがおかせいねんがっこう）とは、かつて東京都板橋区練馬南町（現在の練馬区練馬）に存在した私立青年学校。

## 概要
練馬駅北口に所在した東洋紡織工業練馬工場で従事する女子従業員を対象として、工場内に設立した。
生徒は女子311人、教員10人、学級数8で、授業は昼夜行い、工業科目を教育した。

## 歴史
- 1940年（昭和15年）4月 - 開校する。
- 1941年（昭和16年） - 東洋紡織工業練馬工場は、鐘淵紡績練馬工場となる。
- 1944年（昭和19年） - 鐘淵紡績と鐘淵実業が合併し、鐘淵紡績練馬工場は、鐘淵工業練馬工場となる。
- 1945年（昭和20年）ころ - 太平洋戦争終戦に伴い、廃校。

## 校長
- 加々美 昭